# Такаки Каџита
Такаки Каџита (јап. 梶田 隆章; Хигашимацујама, 9. март 1959) је јапански физичар, који је 2015. године, заједно са Артуром Макдоналдом, добио Нобелову награду за физику „за откриће осцилације неутрина које показују да неутрини имају масу”.